# Mitsuru Adachi
Mitsuru Adachi é um mangaka nascido em 9 de fevereiro de 1951, em Isesaki, Gunma, no Japão. Depois de se formar na Gunma Maebashi Commercial High School, em 1969, Adachi trabalhou como assistente de Isami Ishii. Fez sua estreia  nos mangás em 1970 com Kieta Bakuon, baseado em um mangá criado originalmente por Satoru Ozawa. Kieta foi publicado na Shonen Sunday Deluxe (revista de mangá publicada pela Shogakukan).
Adachi é bem conhecido por comédias românticas e mangás esportivos (beisebol, especialmente), como Touch, H2 e Miyuki. Ele foi descrito como um escritor de "diálogo delicioso", um gênio em retratar a vida cotidiana, "o maior contador de histórias puras", e "um mestre mangaka". Ele é um dos poucos mangakás que escreve para shonen, shoujo e seinen, e é popular em todos os três.
Suas obras foram publicadas em revistas de mangá como Shonen Sunday, Ciao, Shōjo Comic, Comic Big, e Comic Petit, e a maioria de suas obras são publicadas na Shogakukan e Gakken. Ele foi um dos autores na nova revista mensal Shonen Sunday que começou a publicação em junho de 2009. Apenas duas coleções de histórias curtas, Programa Curto e Programa de Curtas 2 (tanto através da Viz Media), foram lançadas na América do Norte.
Ele modelou seu uso de あだち em vez de 安达 a exemplo de seu irmão mais velho Tsutomu Adachi. Além disso, foi sugerido que o retrato fiel da rivalidade entre irmãos em Touch pode vir de experiências do próprio Adachi, enquanto crescia com o seu irmão mais velho. Adachi fez o character design do OVA Nozomi Witch, por vezes incorrectamente, dado o crédito para a criação da série original.